# Жарко
Жарко Мръкшич (на сръбски: Жарко Мркшић) е сръбски аристократ от времето на Стефан Душан и Урош V и владетел през 50-те години на 14 век на земите по река Бояна в Зета. Женен е за Мария Теодора, дъщеря и най-голямо дете на велбъждския деспот Деян от първата му съпруга му Владислава. От брака си с Мария Теодора има син Мъркоша Жаркович. Жарко умира по време на междуособиците между Никола Алтоманович и княз Лазар Хреблянович. След смъртта на Жарко неговата вдовица Теодора се омъжва повторно за Джурадж I Балшич, а синът му Мъркша се жени за Ружица Балшич, дъщеря на Балша II, през 1391 г. и от 1396 г. до 1414 г. управлява Валонското княжестово.